# Puente Manzano
El puente Manzano es un antiguo puente ferroviario situado en el municipio español de Berrocal, en la provincia de Huelva. Originalmente formaba parte del ferrocarril de Riotinto, que estuvo operativo entre 1875 y 1984. Actualmente la infraestructura se encuentra abandonada, sin uso ferroviario.

## Historia
El puente fue diseñado por el ingeniero británico George Barclay Bruce, tiene una longitud de 54 metros y está compuesto por tres vanos y dos apoyos. Así mismo, tiene una anchura de 4 metros —incluyendo las plataformas peatonales—. Entró en servicio en 1875, junto con el resto del ferrocarril, y se mantuvo en funcionamiento durante algo más de un siglo, hasta la clausura de la línea en 1984. La línea férrea era utilizada principalmente para el transporte de minerales y mercancías, aunque también llegó a haber servicios de pasajeros. En la actualidad se encuentra abandonado y en mal estado de conservación.